# Danute Bankaitis-Davis
Danute Monika „Bunki” Bankaitis-Davis (ur. 2 stycznia 1958, zm. 29 stycznia 2021) – amerykańska kolarka szosowa, złota medalistka mistrzostw świata.

## Kariera
Największy sukces w karierze Danute Bankaitis-Davis osiągnęła w 1992 roku, kiedy wspólnie z Eve Stephenson, Jeanne Golay i Jan Bolland zdobyła złoty medal w drużynowej jeździe na czas podczas mistrzostw świata w Benidorm. Był to jedyny medal wywalczony przez Bankaitis-Davis na międzynarodowej imprezie tej rangi. W 1988 roku wystartowała w wyścigu ze startu wspólnego na igrzyskach olimpijskich w Seulu, kończąc rywalizację na czternastym miejscu. W tym samym roku zwyciężyła w Postgiro Norway, a dwa lata później była najlepsza w amerykańskim Tour de Toona.